# Höpfingen
Höpfingen település Németországban, azon belül Baden-Württembergben. Lakosainak száma 3070 fő (2023. december 31.).

## Népesség
A település népessége az elmúlt években az alábbi módon változott:
| Lakosok száma | 2983 | 3090 | 2964 | 2721 | 2663 | 3020 | 3197 | 3262 | 3050 | 3070 |
|               | 1961 | 1967 | 1974 | 1980 | 1986 | 1993 | 1999 | 2005 | 2012 | 2023 |